# Non homologué
Albums de Jean-Jacques Goldman
Positif
(1984) Entre gris clair et gris foncé
(1987)
Singles
1. Je marche seul / Elle attend
Sortie : mai 1985
2. Je te donne / Confidentiel
Sortie : octobre 1985
3. Pas toi / Compte pas sur moi
Sortie : mars 1986

Non homologué est le quatrième album solo de Jean-Jacques Goldman sorti le 13 septembre 1985. 
Une version remasterisée de cet album est sortie en 2013.
Il est pour beaucoup l'album de la maturité[réf. nécessaire], avec des textes très poignants, tels que Famille ou Pas toi, sans oublier le duo avec Michael Jones : Je te donne, resté huit semaines numéro un du top 50.
À noter d'autres chansons comme Je Marche seul, un des autres tubes de Goldman, et Confidentiel, que le chanteur interprètera à la télévision, lors de l'émission Champs-Élysées, en janvier 1986, à la place de Je te donne, pour rendre hommage à Daniel Balavoine, décédé tragiquement peu avant la prestation de Goldman à la télévision. Elle attend apparaît uniquement dans les versions CD et cassette audio de l'album.

## Sortie et accueil
Non homologué sort le 13 septembre 1985 et entre dans le classement des meilleures ventes d'album en octobre pour y rester jusqu'en janvier 1987, soit seize mois de présence. Il occupe la première place pendant deux mois, d'octobre à décembre 1985.

## Liste des chansons

### Édition vinyle
Disque vinyle EPC 26678
Toute la musique est composée par Jean-Jacques Goldman.
| 1. | Compte pas sur moi                  | Jean-Jacques Goldman | 5:24 |
| 2. | Parler d'ma vie                     | Jean-Jacques Goldman | 4:53 |
| 3. | La Vie par procuration              | Jean-Jacques Goldman | 4:12 |
| 4. | Délires Schizo Maniaco Psychotiques | Jean-Jacques Goldman | 3:58 |
| 5. | Je marche seul                      | Jean-Jacques Goldman | 3:59 |

| 1. | Pas toi                              | Jean-Jacques Goldman                | 5:29 |
| 2. | Je te donne (Duo avec Michael Jones) | Jean-Jacques Goldman, Michael Jones | 4:24 |
| 3. | Famille                              | Jean-Jacques Goldman                | 5:22 |
| 4. | Bienvenue sur mon boulevard          | Jean-Jacques Goldman                | 4:11 |
| 5. | Confidentiel                         | Jean-Jacques Goldman                | 2:35 |

### Édition CD
Disque compact CDEPC 26678 
Toute la musique est composée par Jean-Jacques Goldman.
| No  | Titre                                | Paroles                             | Durée |
| --- | ------------------------------------ | ----------------------------------- | ----- |
| 1.  | Compte pas sur moi                   | Jean-Jacques Goldman                | 5:26  |
| 2.  | Je te donne (duo avec Michael Jones) | Jean-Jacques Goldman, Michael Jones | 4:25  |
| 3.  | Famille                              | Jean-Jacques Goldman                | 5:33  |
| 4.  | La vie par procuration               | Jean-Jacques Goldman                | 4:13  |
| 5.  | Parler d'ma vie                      | Jean-Jacques Goldman                | 5:08  |
| 6.  | Pas toi                              | Jean-Jacques Goldman                | 5:31  |
| 7.  | Bienvenue sur mon boulevard          | Jean-Jacques Goldman                | 4:14  |
| 8.  | Elle attend                          | Jean-Jacques Goldman                | 3:17  |
| 9.  | Délires schizo-maniaco-psychotiques  | Jean-Jacques Goldman                | 3:59  |
| 10. | Je marche seul                       | Jean-Jacques Goldman                | 4:03  |
| 11. | Confidentiel                         | Jean-Jacques Goldman                | 2:36  |

## Vidéoclips (DVD)
1. Je marche seul (Clip officiel) - 3:55
2. Elle attend (Clip officiel) - 3:45
3. Je te donne (feat. Michael Jones) (Clip officiel) - 4:00
4. Pas toi (Clip officiel) - 4:22

## Classements et certifications
| Classement (1985)                | Meilleure position |
| -------------------------------- | ------------------ |
| Europe (European Hot 100 Albums) | 47                 |
| France (SNEP)                    | 1                  |

| Classement (2014) | Meilleure position |
| ----------------- | ------------------ |
| France (SNEP)     | 165                |

| Pays          | Certification | Date | Ventes certifiées |
| ------------- | ------------- | ---- | ----------------- |
| France (SNEP) | Or            | 1985 | 100 000           |
| France (SNEP) | Platine       | 1985 | 400 000           |
| France (SNEP) | Diamant       | 1991 | 1 000 000         |